# توماس ويلسون دور
توماس ويلسون دور هو سياسي أمريكي، ولد في 5 نوفمبر 1805 في بروفيدنس في الولايات المتحدة، وتوفي بنفس المكان في 27 ديسمبر 1854. انتخب حاكم رود آيلاند ‏ (1 مايو 1842 – 23 يناير 1843).

## وصلات خارجية
- توماس ويلسون دور على موقع الموسوعة البريطانية (الإنجليزية)